# Дански ландрас
Дански ландрас је раса домаће свиње, настала у Данској крајем 19. века. Данас се сматра као идеална раса за производњу бекон типа товљеника.

## Настанак
Крајем 19. века Немачка је све ређе куповала масне свиње из Данске, те су Данци морали да промене дотадашњи начин узгоја свиња. Од 1887. године почела је преоријентација са масног на меснати правац производње свиња. Тако је прво стадо данског ландраса регистровано 1896. год., а први тест на потомство је обављен 1907. године. Затим почиње побољшавање ове расе, а испитивање производње и квалитета су постали саставни део програма побољшања данских свиња.

## Карактеристике
Глава је осредње дугачка, лака, са врло благо повијеном профилном линијом, са неизраженим гроником. Уши су дугачке, танке, клопаве и носе се у правцу њушке. Врат је доста дуг, раван и доста сув. Труп је дугачак, шири и дебљи у задњем делу. Плећка је фина и лака, добро спојена са трупом, без икаквих улегнућа, али суве мускулатуре. Груди су осредње дубине и ширине, са заобљеним ребрима. Леђни део је дугачак, широк и мишићав, као и слабински део. Сапи су дугачке и широке, јако мускулозне, нарочито у бутним зглобовима. Шунке су пуне, дубоке и широке. Трбух је простран, са равном трбушном линијом, са најмање 12 правилно распоређених сиса. Бокови трупа су пуни и обли. Задњи део трупа је развијенији од предњег. Ноге су осредње висине, суве и доста јаке. Папци нису пигментирани, понекад су недовољно чврсти. Кожа је фина, без набора и пигмента, покривена доста фином, глатком и густом чекињом, беле боје.

## Плодност
Ова раса свиња је позната по својој плодности и одличним мајчинским особинама. 

Крмача праси просечно 12 живих прасади у леглу чија је маса на дан рођења 1,2- 1,3 килограма. Губици прасади у току дојења су 14- 18%, у периоду после залучења па до 25 кг. масе 3- 6%. У тову од 25- 100 кг. губици (угинуће, принудна клања) су до 2,5%. Данска бела раса је раностасна. Прасад се брзо развијају, те већ са 8 месеци улазе у приплод, а са годину дана старости дају и прво потомство. Као и свака раностасна раса, тако и ова, тражи најинтензивније услове одгајивања, у којима даје и одличне резултате, али зато у лошијим условима не може да опстане.

## Производња
Висок ниво производње Данског ландраса постигнут је врло строгом селекцијом, прецизно и правилно организованим испитивањима на специјалним станицама за биолошки тест, контролом квалитета производа и ценом утовљених свиња, која зависи од квалитета полутки утврђеном на линији клања, према јединственим критеријумима који су прописани за чланице Европске уније. Да би заштитили своју производњу и обезбедили тржиште за своје свиње, Данци су забранили сваки извоз живих, а поготову приплодних свиња из своје земље. Пре ове забране један број данског ландраса увезен је у Холандију и Шведску. Тако су ове две земље на бази Данског ландраса створиле Холандски и Шведски ландрас. Дански ландрас се повремено укршта са Великим јоркширом ради добијања бољих производних резултата. Данска бела племенита свиња је типична раса за производњу меса, посебно бекона. Под беконом се подразумевају младе утовљене свиње до 90кг. живе масе са одређеном уједначеном дебљином сланине на леђима и на трбуху која не сме бити већа од 30милиметара. Дански ландрас одлично користи храну. Просечни дневни прираст у тову му је 650- 700грама, а за јединицу прираста утроши 3,2- 3,4кг. хране. Рандман клања је изнад 80%, а меса у полуткама преко 45%. 